# Réserve faunique La Vérendrye
Pour les articles homonymes, voir La Vérendrye.
La réserve faunique La Vérendrye est située dans la MRC de La Vallée-de-la-Gatineau dans la région de l'Outaouais et dans la MRC de La Vallée-de-l'Or, en Abitibi-Témiscamingue, entre Grand-Remous et Louvicourt.  Le territoire est un parc de conservation qui fait partie du réseau des réserves fauniques du Québec gérées par la Société des établissements de plein air du Québec.

## Histoire
Cette réserve fut établie en 1939 sous le nom de Réserve de la Route-Mont-Laurier–Senneterre. C'est en effet cette année-là qu'on s'attendait à compléter les travaux routiers permettant de relier Mont-Laurier à l'Abitibi. En rendant ainsi accessible à des milliers de chasseurs et de pêcheurs un territoire d'une richesse faunique exceptionnelle, il devenait par le fait même important de le protéger.
En 1950, le gouvernement transforme cette réserve de chasse et de pêche en parc et profite du 200e anniversaire du décès (1749) de l'explorateur Pierre Gaultier de Varennes et de La Vérendrye pour lui attribuer son nom.

## Territoire
Le parc fut rétrogradé au statut de réserve faunique en 1979. Ce territoire d'une superficie de  12 589 km2 est toujours un lieu de rendez-vous privilégié pour les amateurs de plein air. On y retrouve plus de 4 000 lacs et rivières et deux immenses réservoirs : Cabonga et Dozois.
En plus de la chasse et de la pêche, la réserve offre la possibilité de pratiquer le camping sur des sites aménagés ou rustiques ou encore le canot-camping sur plus de  2 000 km de circuits. Deux localités amérindiennes, celles de Kitcisakik ou Grand-lac-Victoria et de Lac-Rapide se retrouvent à l'intérieur des limites de la réserve faunique.

## Problématiques

### Coupes à blanc
Depuis plusieurs années des coupes forestières intensives se font dans cette réserve faunique sans égard à la sauvegarde des écosystèmes naturels. Plusieurs occupants du territoire de la Nation Algonquine Anishinabe, qui n'a jamais été cédé d'une quelconque façon dans l'histoire, réclament le droit d'y vivre selon leur mode de vie ancestral  et demandent que cesse les coupes d'arbres abusives qui détruisent leur mode de vie, l'habitat des animaux et des plantes de la forêt. 
À cet égard la Cour suprême du Canada a accordé en 2014 un titre ancestral autochtone sur le territoire de six bandes de la Première Nation Britanno-Colombienne Tsilhqot'in qui s'opposaient à ce que la province accorde un permis de coupes forestières sur leur territoire.
Un jugement de la Cour supérieure du Québec à Montréal est attendu prochainement pour que les coupes de bois cessent en attendant la déposition d'une requête Haida pour débattre des droits ancestraux des Algonquins vivants sur le territoire de la réserve faunique.

### Chasse à l'orignal
En 2019, les Anishinabés s'inquiètent de la diminution du nombre d'orignaux, qu'ils attribuent en partie aux opérations forestières. Un inventaire aérien réalisé début 2020 par le ministère des Forêts, de la Faune et des Parcs montre une baisse de la densité d'orignaux de 35 % par rapport à 2008. Un moratoire de 5 ans sur la chasse sportive est réclamé pour permettre à la population de se régénérer. La Société des établissements de plein air du Québec réduit de 30 % le nombre de permis de chasse sportive. Jugeant cette mesure insuffisante, des membres des communautés de Lac Barrière, de Kitigan Zibi, de Kitcisakik et de Lac-Simon érigent des barrages sur la route 117 pour bloquer l'accès aux chasseurs. 

## Accès

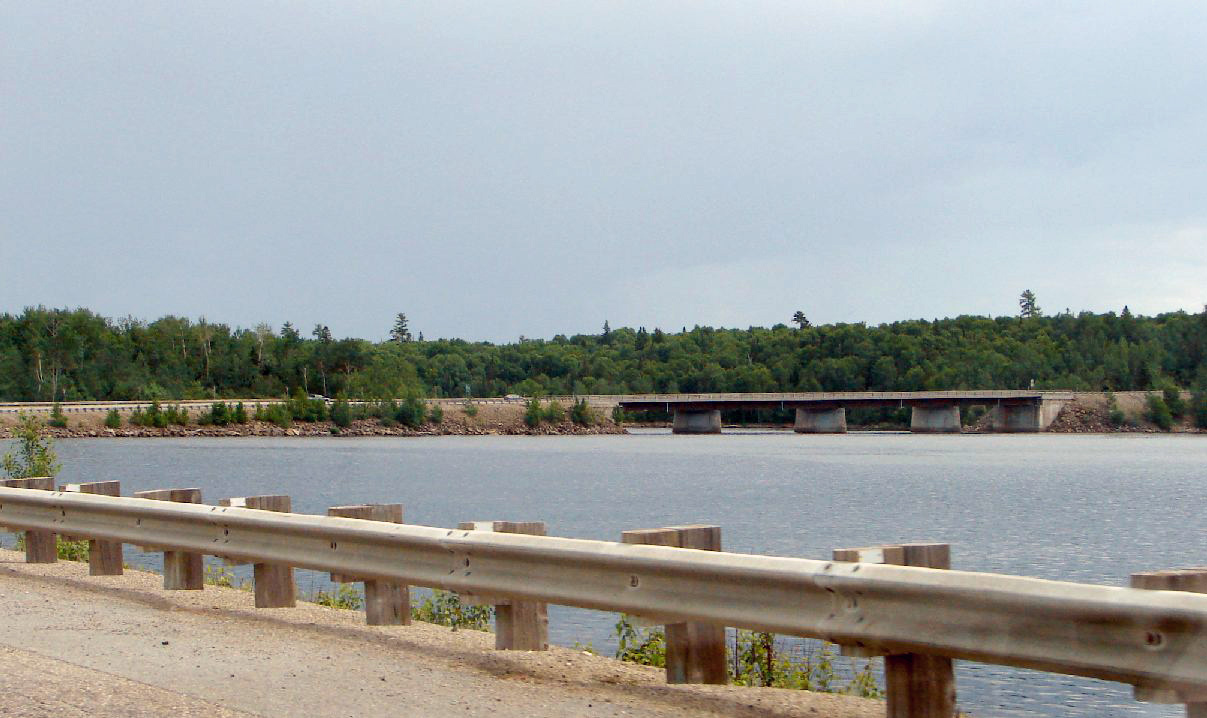
Réservoir Dozois

La réserve faunique est située à 300 kilomètres de la ville de Montréal, et environ 200 kilomètres de la ville de Gatineau. La route 117 (transcanadienne-nord) traverse le territoire dans son axe nord-sud et permet d'y accéder relativement facilement.

## Faune

### Amphibiens et reptiles
- Tortues
- couleuvre
- crapaud
- grenouille

### Poissons
- Omble de fontaine (truite mouchetée)
- Touladi (truite grise)
- Omble chevalier
- Doré jaune
- Grand brochet
- Achigan à petite bouche,grande bouche
- Esturgeon jaune

### Oiseaux
- Gélinotte huppée
- Tétras du Canada
- Perdrix
- chouette
- aigles a tete blanche
- urubu a tete rouge

### Mammifères
- Orignaux
- chevreuil
- Ours noir
- Loups
- Coyote
- Lynx
- Renards
- Castors
- Lièvres d’Amérique
- Cougars (aperçu de plus en plus dans certains secteurs précis)
- Martres d’Amérique
- Belette
- Loutre d'Amérique
- Rat musquée
- Écureuil roux,noir,volant,tamia

## Activités et installations
Chasse, Pêche